# Pajączek (serial animowany)
Pajączek (ang. Spider!, 1991) – angielski serial animowany.
W Polsce serial był emitowany z polskim dubbingiem na kanale TVP1 w  latach 90. w Wieczorynce. Odcinek 12. nie został wyemitowany w Polsce.

## Spis odcinków
- 1. Pająk w wannie (Spider in the Bath)
- 2. Ciężko być pająkiem (Just a Spider)
- 3. W namiocie (In My Tent)
- 4. Małpie figle (Monkey Business)
- 5. Ślad jeża (Hedgehog Hunt)
- 6. Piosenka Pająka (Spider's Song)
- 7. Mała Panna G (Little Miss M)
- 8. Żabi cud (Frog Change)
- 9. Chomik w opałach (Hamster Chase)
- 10. Wprowadza się panda (Panda Comes to Stay)
- 11. Szkolne kawały (Classroom Distractions)
- 12. K-rocker (C-Rocker)
- 13. Przyjaciele (True Friend)